# ヘアブラシ

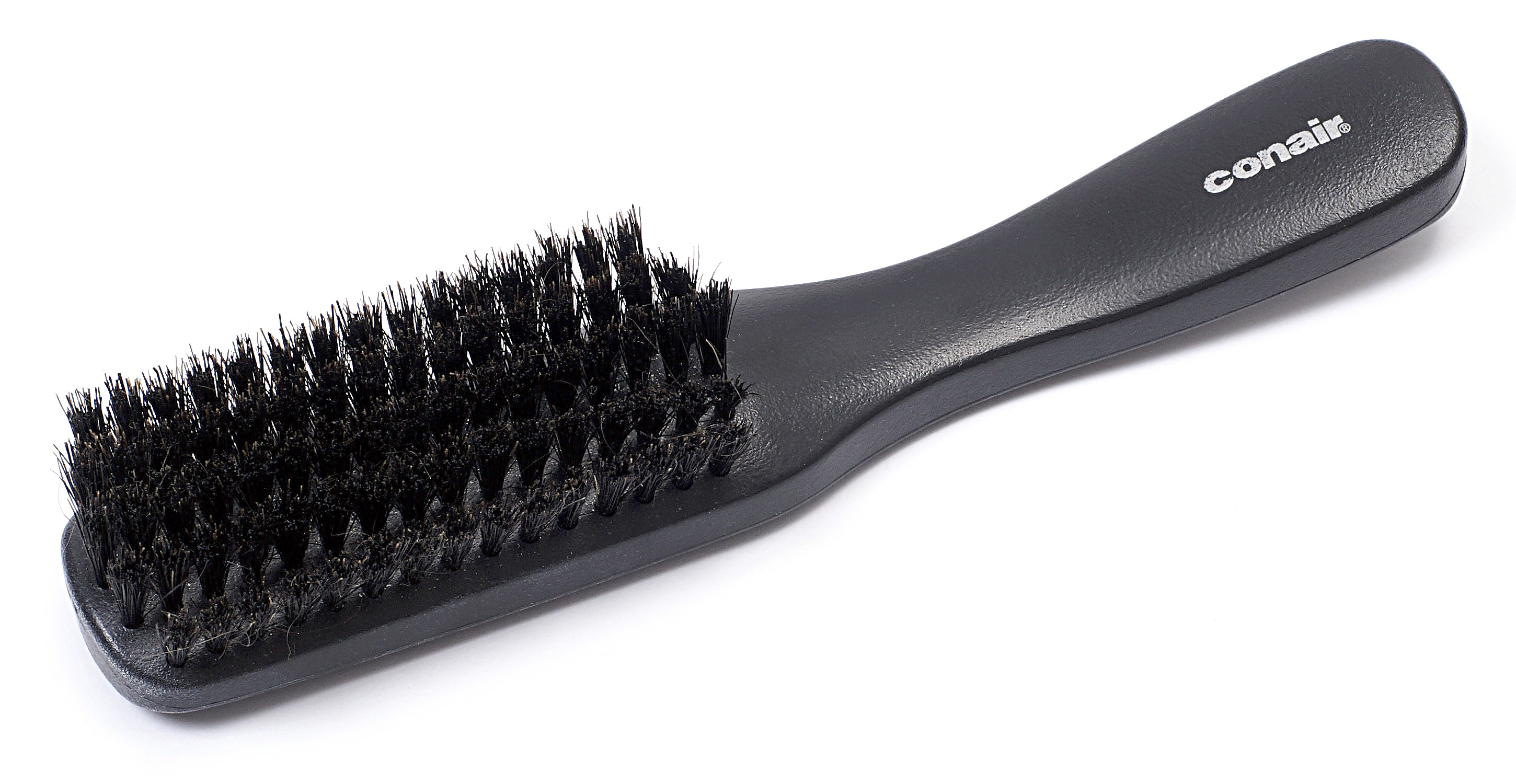
ヘアブラシ

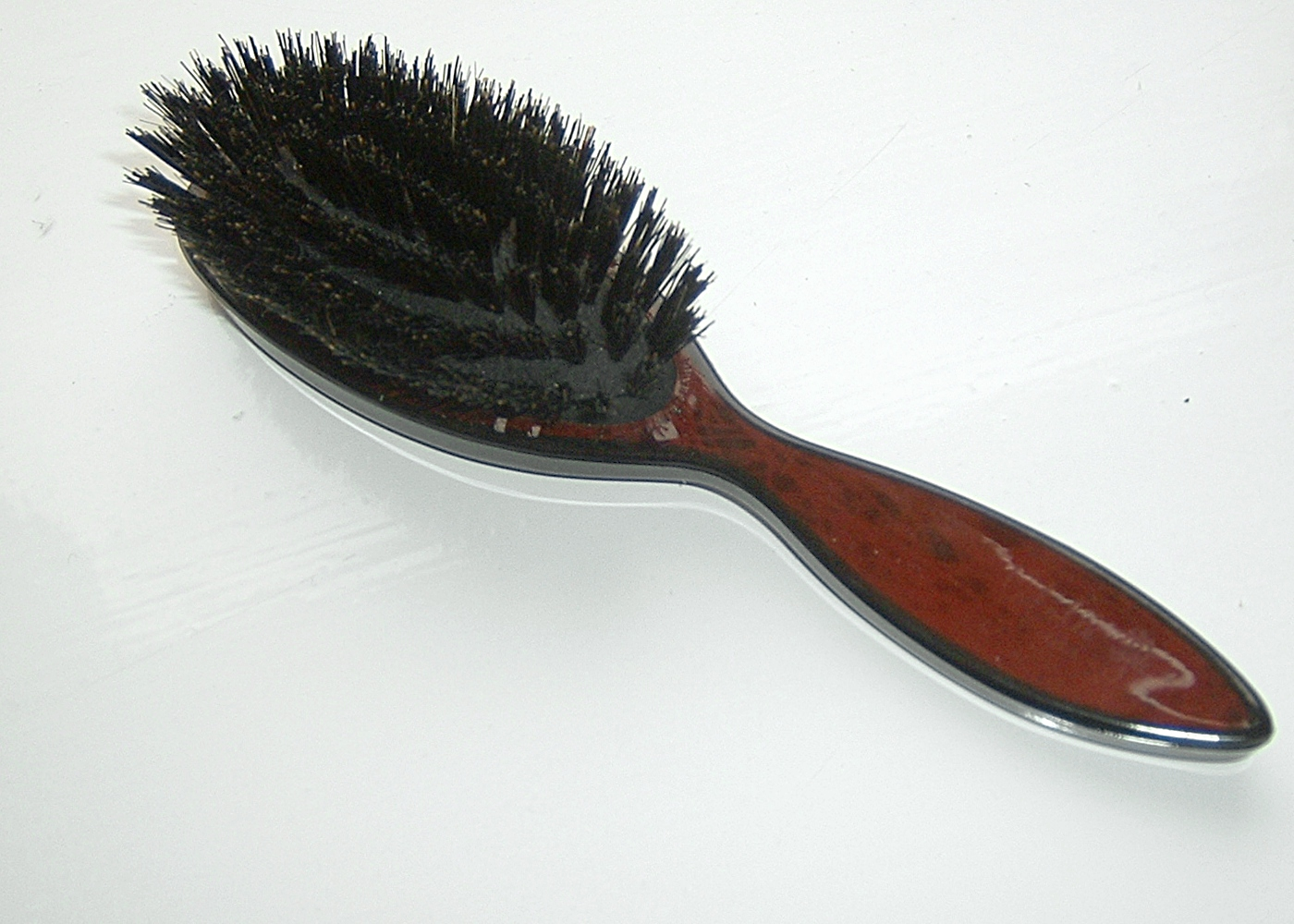
平らな台底のヘアブラシは、髪のもつれを直すのに使われる。

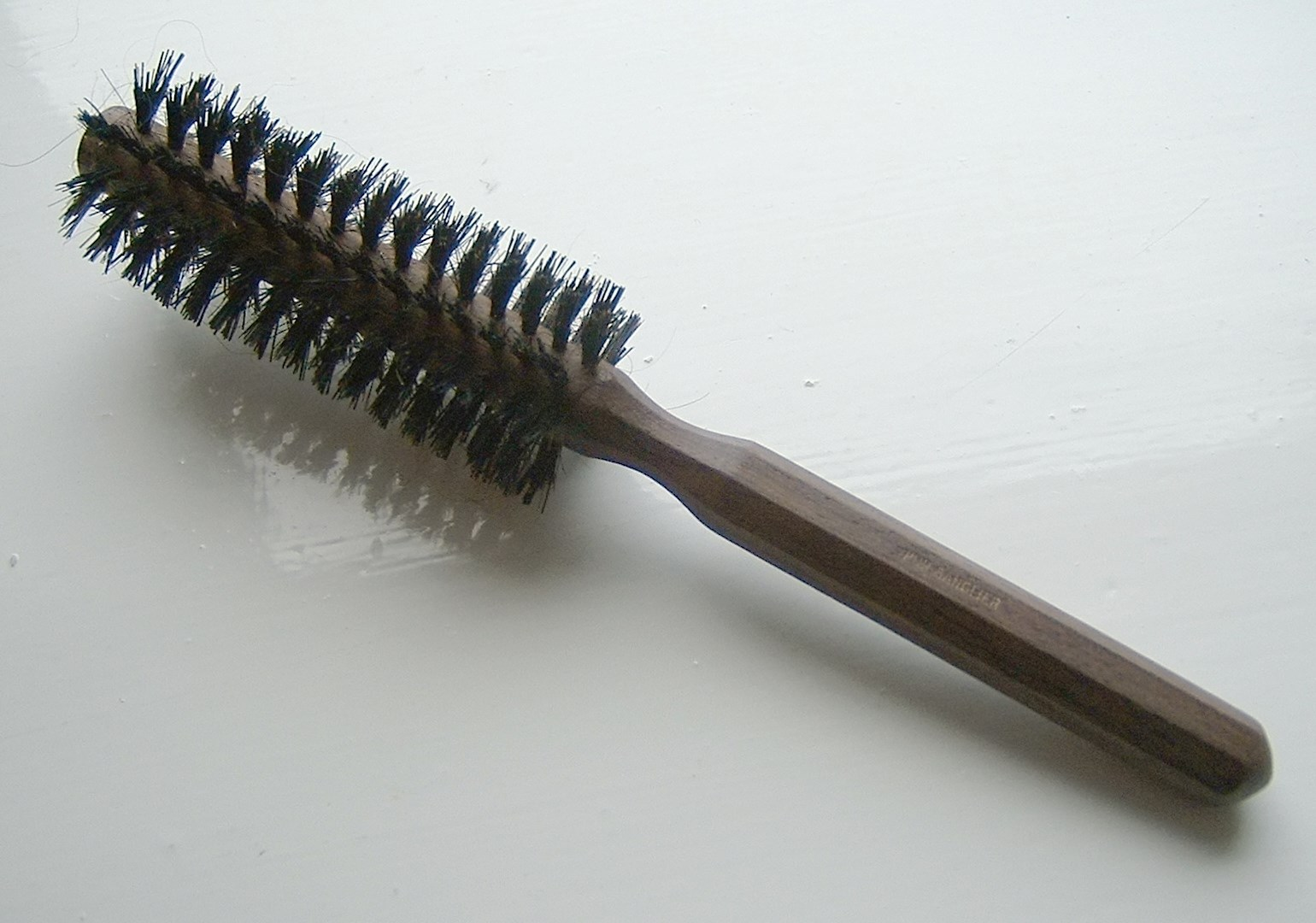
丸い台底のヘアブラシは、ヘアドライヤーとともにスタイリングに使われ、髪をカールさせるのにも使われる。

ヘアブラシ（hairbrush）は、頭髪を整えたり、ヘアースタイリングに使われる道具。

## 形態・用途
材料の毛は、動物（豚、猪など）の毛、ナイロン、ステンレスなどで作られた毛などが使われ、ハンドル部の材質に、黒檀、ローズウッド、カリン、ブナ、ABS樹脂、ポリアセタールなどが使われている。
平らな台底のヘアブラシは、髪のもつれを直すのに使われる。丸い台底のヘアブラシは、ヘアドライヤーとともにスタイリングに使われ、髪をカールさせるのにも使われる。パドル状のブラシは髪をまっすぐにセットしたり矯正するのに使う。ストレートブラシと呼ばれる、二本のブラシを挟み込んだ物は、ヘアーアイロンの準備としてストレートヘアを作るのに用いられる。
セット・ブロー用のブラシにおいては、ピン部分の素材・数・配列によって髪に対するかかり方やドライヤーによる風の抜け方、熱の効果が変わってくるので用途により吟味する必要がある。
抜けた髪を落としたり頭皮の血行を良くするのにも有効である。
ペットの毛をブラッシングするのにも使われる。ペットの毛をブラッシングすることは愛情表現のひとつであり、猫がのどを鳴らしたりするなどの癒し効果がある。犬や猫などには専用のブラシがある。また、馬の硬い毛には馬櫛と呼ばれるブラシが使われる。

## 櫛との比較
同じく髪をとく道具に櫛があるが、櫛が板状であるために歯が一列に並んでいるのに対し、ブラシは歯に相当するピンが毛などで作られていて複数列あり使用目的によって配列が異なっている、という違いがある。